# رادمنو
رادمنو (به لهستانی:  Radymno) یک منطقهٔ مسکونی در لهستان است که در شهرستان یاروسواف واقع شده‌است. رادمنو ۱۳٫۵۹ کیلومتر مربع مساحت و ۵٬۵۰۱ نفر جمعیت دارد و ۲۰۲٫۵ متر بالاتر از سطح دریا واقع شده‌است.